# Thrashcore
Thrashcore, také známý jako fastcore (ve skutečnosti jsou mezi oběma podžánry drobné rozdíly, často jsou ale uváděny jako totožné) je podžánr hardcore punku vyznačující se rychlým tempem hraní. Vznikl na počátku 80. let 20. století ve Spojených státech. Thrashcore je v zásadě rychlejší hardcore punk, často užívající 'Blast beats'. Takt této hudby zní jakoby trhaně a v některých částech je rychlé tempo stopnuto, aby se následně opět rozběhlo (někdy znějící jako náraz eng. Blast). Písně jsou většinou velmi krátké, a thrashcore se považuje za méně disonantního a méně metalického předchůdce grindcore.
Podobně jako v hardcore punku, tak i v thrashcore se v textech písní zdůrazňovala mladická rebelie a antimilitarismus. Žánr je úzce spjat se skateboardovou kulturou.